# Hd-ljud
Hd-ljud, även kallat wideband audio, är ett frekvensomfång för telefoni. Hd-ljud definieras vanligtvis som standarden G.722, men för tillfället utvecklas en ny standard av Ericsson och Polycom. G.719, som standarden kallas, ger ett frekvensomfång som är så mycket som våra öron maximalt klarar att uppfatta. Jämfört med traditionell telefoni och den mänskliga rösten tillåter båda ovanstående standarder både högre och lägre frekvenser av ljud.
För tillfället är Nokia 6720 classic den enda mobiltelefonen som stödjer detta format. Telefonen har dubbla högtalare och dubbla mikrofoner, samt brusreducering.
| Standard              | Minimal frekvens | Maximal frekvens |
| --------------------- | ---------------- | ---------------- |
| Den mänskliga rösten  | 80 Hz            | 14 000 Hz        |
| Traditionell telefoni | 300 Hz           | 3 400 Hz         |
| G.722                 | 30 Hz            | 7 000 Hz         |
| G.722.I.C             | 30 Hz            | 14 000 Hz        |
| G.719                 | 20 Hz            | 20 000 Hz        |